# Calascio
Calascio es un municipio situado en el territorio de la Provincia de L'Aquila, en Abruzos (Italia).

## Véase también

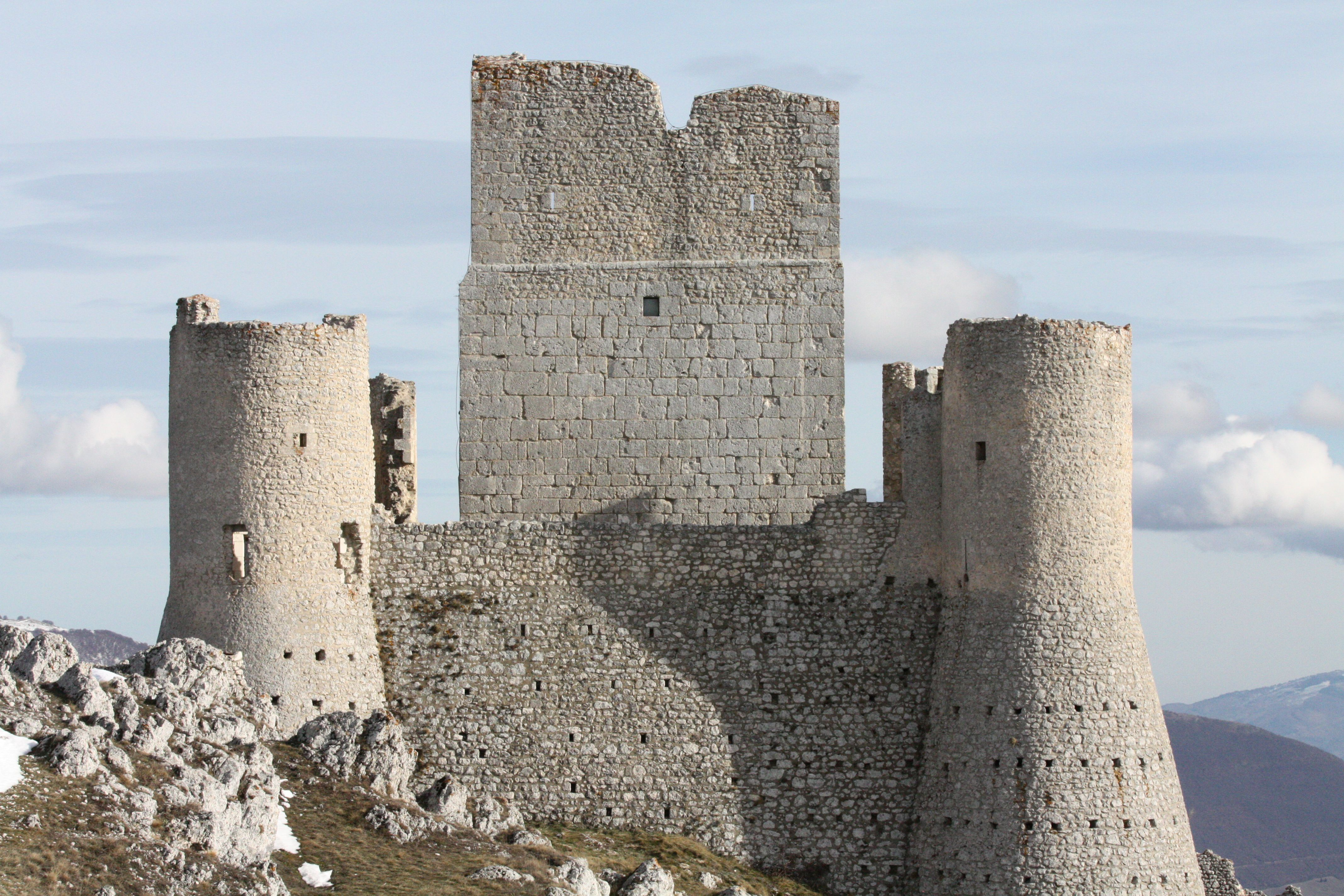
Rocca Calascio

## Demografía
| Gráfica de evolución demográfica de Calascio entre 1861 y 2001 |
|                                                                |
| fuente ISTAT - elaboración gráfica a cargo de Wikipedia        |